# المشراح (السياني)

تعديل مصدري - تعديل

المشراح محلة تابعة لقرية وادي وش، التابعة لعزلة العربيين بمديرية السياني إحدى مديريات محافظة إب في الجمهورية اليمنية.، بلغ تعداد سكانها 215 حسب تعداد اليمن لعام 2004.